# Sylwester Pajzderski

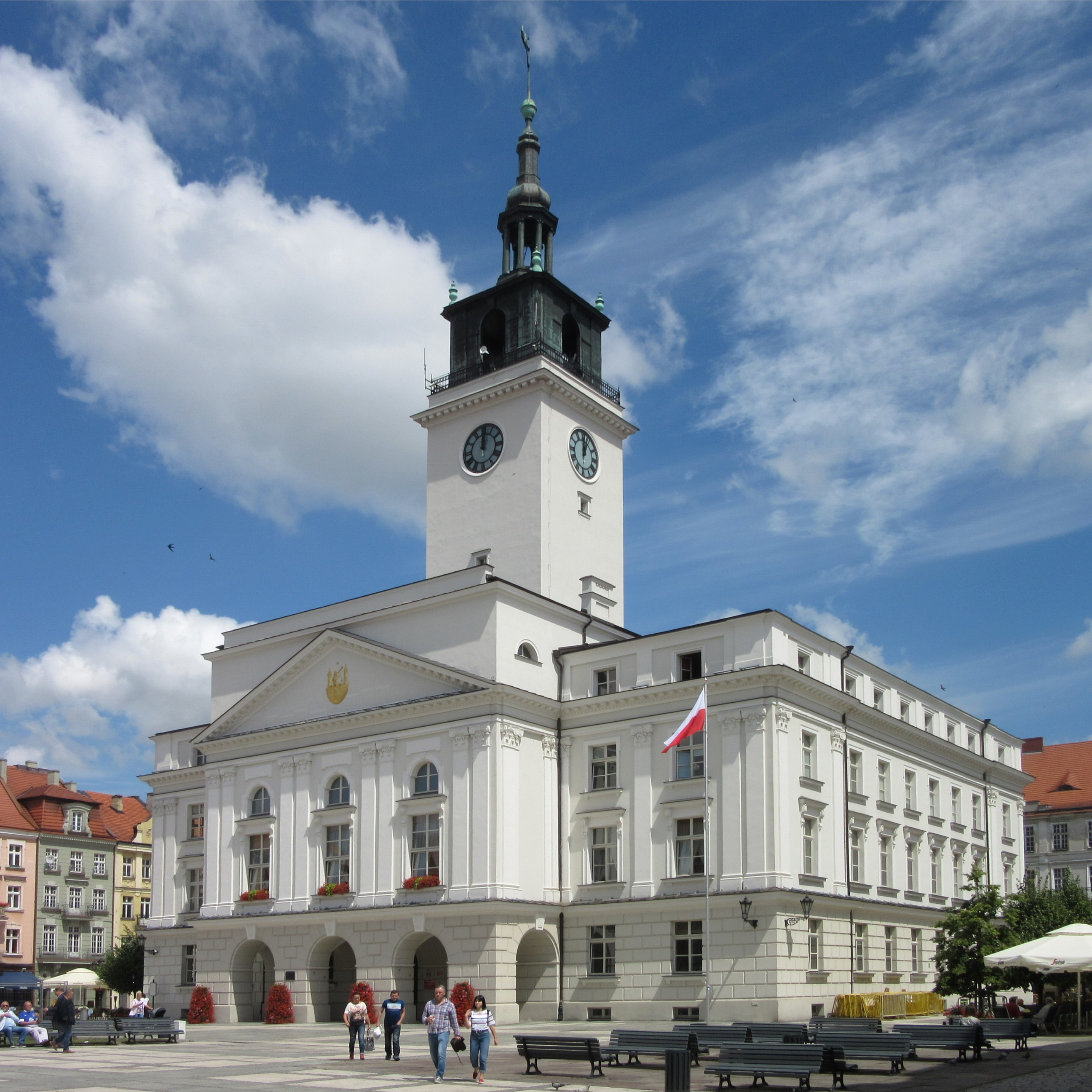
Ratusz w Kaliszu, 1920–1924 (2018)

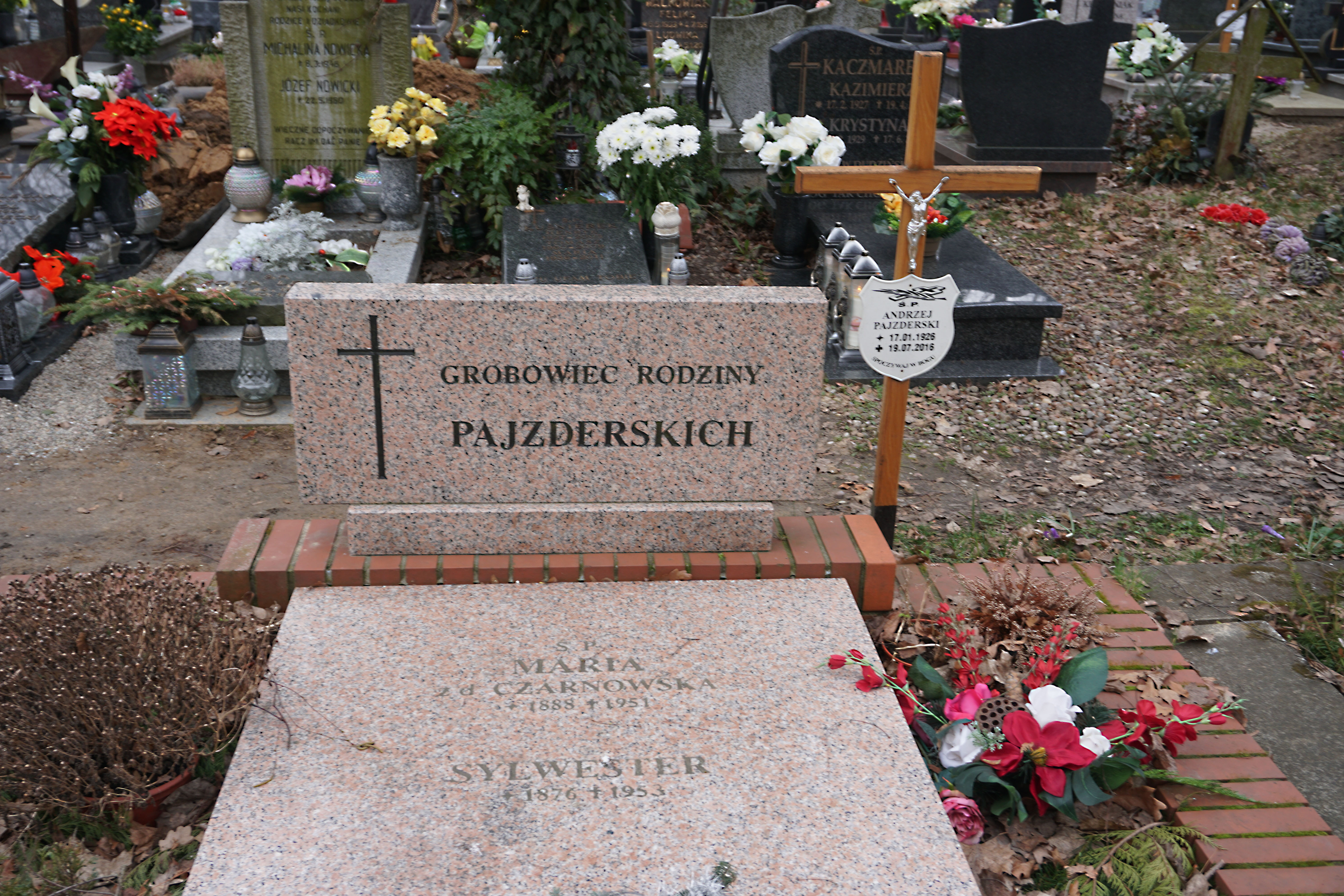
Grób Pajzderskiego na cmentarzu Jeżyckim w Poznaniu (2019)

Sylwester Pajzderski (ur. 28 grudnia 1876 w Łęgu, zm. 19 sierpnia 1953 w Poznaniu) – polski architekt, architekt miejski Kalisza w latach jego odbudowy po zburzeniu miasta w 1914.

## Życiorys
Sylwester Pajzderski był synem ziemianina Piotra i Józefy z Plecińskich, bratem Nikodema. Ukończył w Berlinie szkołę budownictwa i w 1898 studiował również na Politechnice w Charlottenburgu. W Niemczech odbył praktykę budowlaną, a już samodzielnie jako architekt pracował w Berlinie w latach 1906–1918. Architekt miejski i kierownik Wydziału Budowlanego w Kaliszu w latach 1920–1924. Czynnie uczestniczył w odbudowie miasta po zniszczeniach wojennych oraz sprawował nadzór nad budową nowego Teatru Miejskiego według projektu prof. Czesława Przybylskiego z Warszawy. W 1924 na 12 lat wybrany uchwałą rady miejskiej w Poznaniu płatnym członkiem magistratu. Objął decernat Wydziału Rozbudowy Miasta i funkcję tę pełnił do kwietnia 1931. Od 1925 w gestii jego obowiązków było kierowanie Komitetem Rozbudowy Miasta oraz rozdzielanie kredytów na budowę domów mieszkalnych. W czasie okupacji pracował w Poznaniu w miejskim wydziale budowlanym, a od 1945 w Wydziale Planowania i Rozbudowy Miasta. Na emeryturę przeszedł w 1950, a 19 sierpnia 1953 zmarł w Poznaniu. Został pochowany na cmentarzu Jeżyckim w Poznaniu (kwatera P-1-4).

## Realizacje
- kościół św. Stanisława Biskupa w Ostrowie Wielkopolskim (1904–1905),
- Dom Społeczny Towarzystwa Spółdzielczego „Błaszkowianka” w Błaszkach (1916–1917),
- ratusz w Kaliszu (1920–1924),
- Osiedle Warszawskie w Poznaniu (1927),
- Dzieciniec pod Słońcem w Poznaniu (1927–1928),
- Kino Bałtyk w Poznaniu (1928–1929),
- projekt stadionu miejskiego na Powszechną Wystawę Krajową w 1929[1].

## Ordery i odznaczenia
- Złoty Krzyż Zasługi (7 listopada 1929)[3]